# 吉尔吉斯斯坦地理
吉尔吉斯共和国位于中亚东部，北和东北接哈萨克斯坦，南邻塔吉克斯坦，西南毗连乌兹别克斯坦，东南和东面与中国接壤。东西长925公里，南北宽453.9公里。
吉尔吉斯斯坦是一个山地国家，有“中亚山国”之称。全国平均高度为海拔2750米，90%以上的领土在海拔1500米以上，地势由东向西缓慢下降。天山山脉和帕米尔-阿赖山脉绵亘于东部中吉边境，其中的托木尔峰，海拔7439米，为全国最高点。
吉尔吉斯斯坦属大陆性气候，气候垂直变化显著。年降水量中部为200毫米，北部和西部山坡为800毫米。位于东北部的伊塞克湖面积6320多平方公里，在世界高山湖泊中水深数第一、集水量第二。湖水清澈澄碧，终年不冻，有“中亚明珠”之称。